# 虹龙属
虹龙（学名：Arcusaurus），或称彩虹龙，是蜥脚形亚目恐龙已灭绝的一个属，生存于早侏罗世（赫塘期至辛涅缪尔期）的南非。
虹龙于2011年由亚当·耶茨（Adam Yates）、马修·博南（Matthew Bonnan）和约翰·内弗林（Johann Neveling）首次命名，模式种为佩阿氏虹龙（A. pereirabdalorum）。属名源自拉丁语arcus（意为“彩虹”），代指彩虹之国。种名致敬发现化石的露西尔·佩雷拉（Lucille Pereira）和费尔南多·阿布达拉（Fernando Abdala）。
对虹龙的系统发生研究发现它是种原始蜥脚形亚目，将其视为埃弗拉士龙和所有更衍生蜥脚形亚目的姐妹分类单元。由于埃弗拉士龙生存于晚三叠世诺利阶，其与虹龙的密切关系显示有一个从晚三叠世形态延伸到虹龙的3500万年的蜥脚类幽灵谱系。然而虹龙拥有许多板龙类中更高级类群所独有的特征，引发了对系统发生分析结果的质疑。

## 发现
虹龙所知于2002年3月在自由邦塞内卡尔上艾略特组斯皮温山（Spion Kop Heelbo）地区收集的遗骸，此地的地质年龄可能为普林斯巴期。正模标本（编号：BP/1/6235）由部分颅骨组成。在该颅骨周边50厘米的区域还发现大量其它骨骼，其尺寸与颅骨近似，且材料重叠部位显示两者属于同一物种。然而，两块右鼻骨（位于鼻部后面的头部骨骼）的发现显示此处至少存在两具个体；由于标本应仅含可归入单个个体的材料，因此除正模标本外每个收集骨骼皆有单独编号。
与所有其它骨骼一样，正模标本处于脱节（不在其原始解剖位置上）状态，包含鼻骨、眶后骨（眼眶后方的骨骼）、齿骨（下颌具有牙齿的骨骼）、乌喙骨（位于齿骨后方的下颌骨骼）及上颌齿。有单个尾椎也可能属于此个体。除第二块右鼻骨外，另一件标本还包含一个前颌骨（上颌最前面的骨骼）、一个侧蝶骨（构成部分脑壳顶部的骨骼）、几块趾骨及爪骨、一个肱骨（上臂骨骼）及骶骨和髂骨（臀部骨骼）碎片。尺寸小且未闭合的骨骼显示，保存下来的个体可能皆是幼龙。描述者根据细节特征断定其不是地爪龙或大椎龙的幼体。

## 描述

### 颅骨
构成鼻尖的方形前颌骨显示，虹龙鼻部可能和板龙类一样相对较深。外鼻孔（鼻骨上的孔洞）位于鼻尖附近，眼眶成比例增大变圆，与早期恐龙始盗龙相似。
前颌骨每侧有四颗牙齿。和许多其它早期蜥臀目相比，齿间板（牙齿间的三角形骨质突起）高度大于宽度。两支骨架自前颌前内侧突出，且一上一下排列。左右前颌骨较低的骨架在中间相互接触，形成腭的前部，腭上有一较大的椭圆形孔洞。上（骨）架较窄，左右两边没有接触。下、上架皆为该属的独特特征，有助于将其与近缘蜥脚形亚目区分开来。
鼻骨呈板状，拥有四个突起（骨骼延伸部分），两个指向前方，两个指向后方。前两者共同构成外鼻孔后半部分，下部皆呈舌状而非像大部分近缘属那样呈三角形；且较上部突起更宽，与板龙类不同。后两者中，上部（和内部）突起宽而平坦并连接后面的额骨，可能在两块骨骼之间形成一条笔直的骨缝。这些突起的下部（和外部）延伸至泪骨，后者构成眼眶前缘。该突起前方的鼻骨外缘上有一钩状小突起。当从上方观察时，左和右鼻骨被颅骨中线处的单个大型椭圆形孔洞穿透，该孔洞也出现在黑丘龙身上。
眶后骨构成眼眶上后角，并具有三个较大突起，分别向前方、下方和后方延伸。向前延伸的突起与向下延伸的一样长，从上面看时外观笔直而非像蜥脚形亚目一样内弯。第四个最小突起向上向内突出且与顶骨（颅顶最后面的骨骼）连接；此突起的指向在恐龙中独一无二。第三个突起向后突出，不像大多数其它原始蜥脚形亚目那样向顶端逐渐变细；相反，其尖端具有分叉。